# Österreich (Zeitung)
Österreich ist der Name einer überregionalen Tageszeitung in Österreich. Herausgeber sind die Journalisten Wolfgang Fellner und Werner Schima. Die erste Ausgabe erschien am 1. September 2006.

## Zeitung
Seit Juni 2006 ist der Verlag Genossenschafter der Austria Presse Agentur. Mit einem Eigentumsanteil von 8,10 % ist Österreich der drittgrößte APA-Printeigentümer hinter dem Kurier und der Kleinen Zeitung.
In der Trafik kostet die Zeitung € 2,90. Am Sonntag wird Österreich durch Zeitungsständer, wie sie in Österreich üblich sind, verbreitet und kostet € 1,30. Zusätzlich bietet Österreich an verkehrsreichen Orten wie Bahnhöfen und U-Bahn-Stationen dünnere Gratisexemplare an.
Zielgruppe sind 20- bis 49-jährige Leser. Wolfgang Fellner sagte in einem Interview in der Fernsehsendung Der Report im Juli 2006, er wolle mit seiner Zeitung die Zielgruppe des Radiosenders Ö3 ansprechen.
Im Juli 2013 kündigte Fellner an, dass das Internetangebot der Zeitung in naher Zukunft kostenpflichtig werden würde, und bekundete seinen Glauben daran, dass Leser bereit wären, für die Inhalte des Mediums zu bezahlen.

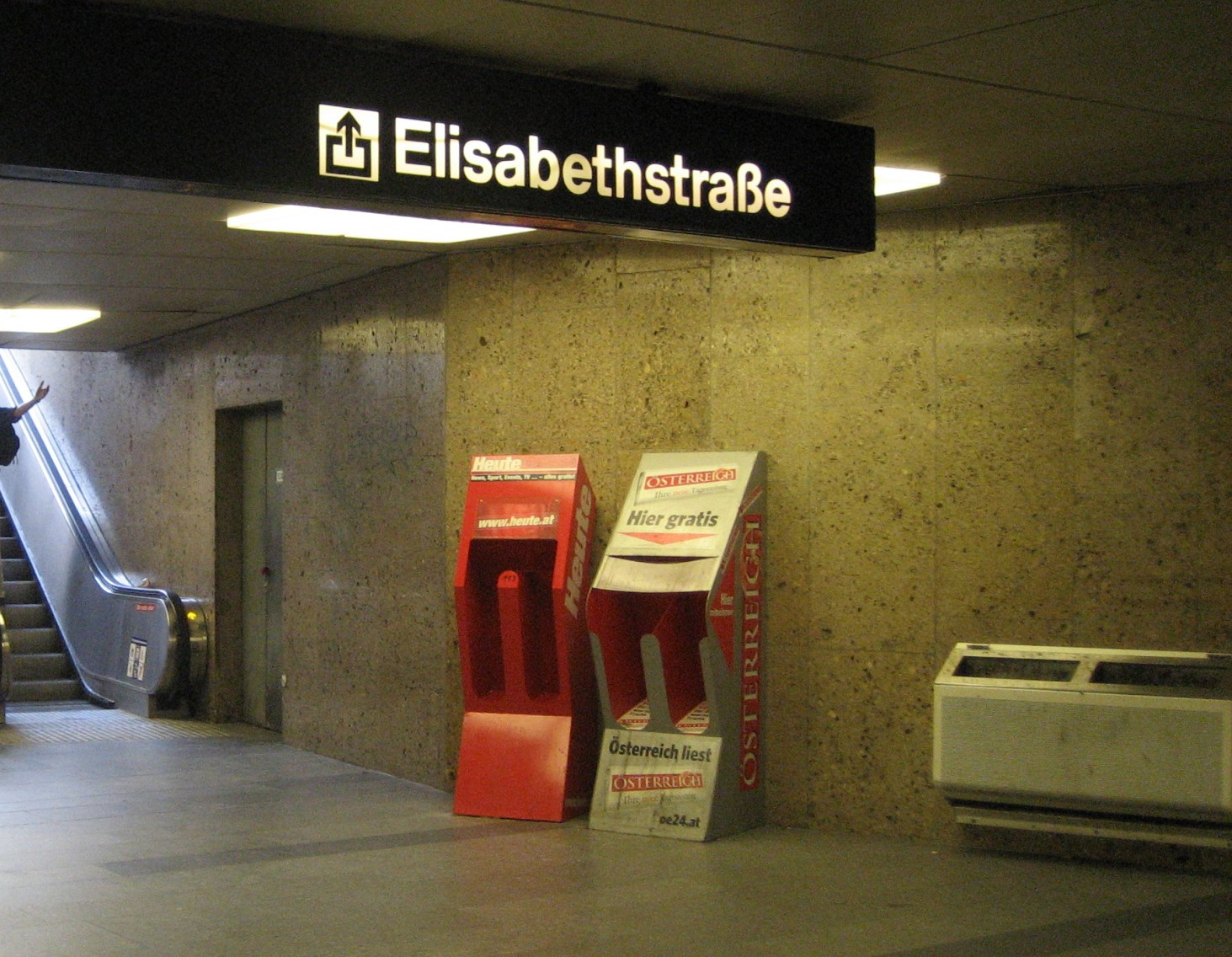
Gerichtlich umkämpfte Auslagekartons für die Gratiszeitungen Heute und Österreich in Wiener U-Bahn-Stationen, 2008.

Wie Der Standard berichtete, darf sich Österreich nicht mehr als die Nummer eins in Wien bezeichnen. Der Herausgeber der Gratiszeitung Heute erwirkte eine einstweilige Verfügung gegen seinen Konkurrenten. Österreich warb im November 2018 in seinen Ausgaben mit Verweis auf die Zahlen der Österreichischen Auflagenkontrolle (ÖAK) mit dem Slogan „Österreich ist die neue Nummer 1 in Wien“. Die verbreitete Auflagenzahlen der ÖAK gaben zu diesem Zeitpunkt allerdings noch keinen Aufschluss, wie viele Personen die Zeitung tatsächlich lesen.

### Auflage und Reichweite
Die Startauflage wurde mit 250.000 Stück angegeben, an Wochenenden nach Eigenangaben mit 600.000 Stück. Im 1. Halbjahr 2014 lag die Druckauflage laut Österreichischer Auflagenkontrolle (ÖAK) montags bis freitags bei 566.823 Exemplaren (2009: montags bis samstags 323.892 Stück). Die verkaufte Auflage betrug rund 49.000 Exemplare (2009: 147.000), 464.000 Exemplare wurden gratis vertrieben. Sonntags wurden knapp 579.000 Exemplare (2009: 512.000) gedruckt und 426.000 (2009: 390.000) verkauft.
Da ein Großteil der Auflage durch Gratisverteilungen erzielt wurde, hatte Österreich keinen Anspruch auf Presseförderung. Im Juni 2018 trennte die Fellner-Gruppe die Gratis- von der Kaufvariante, die Gratiszeitung trägt seither den Namen Oe24. Die Medienbehörde lehnte einen Antrag auf Presseförderung dennoch ab, denn die Kaufvariante Österreich sei – „bis auf ein Extra-Buch und diverse Hochglanzbeilagen“ – großteils ident mit der Gratisversion Oe24.
Laut Arbeitsgemeinschaft Media-Analysen MA 2020 – Presse hatte Österreich zusammen mit seinem Gratisableger Oe24 im gesamten Bundesgebiet 564.000 Leser pro Ausgabe. Dies entspricht einer auf ganz Österreich bezogenen Reichweite von 7,5 %. Am Sonntag lag die Anzahl der Leser von Österreich bei 375.000 bzw. 7,1 %.
Gemäß Österreichischer Webanalyse (ÖWA) vom Dezember 2014 erreichte das Online-Dachangebot oe24.at 4,0 Millionen Unique Clients, 12,3 Millionen Visits und über 80,8 Millionen Seitenabrufe.

### Aufbau der Zeitung
Als Vorbild gilt die Zeitung USA Today. Österreichische Medienjournalisten bezeichnen das Blatt als eine Mischung aus Daily Mirror, Kronen-Zeitung und Bild.
Ursprünglich bestand die Zeitung aus mehreren extra gehefteten Teilen: Im Hauptteil fand man die Themen des Tages, Politik, Chronik, Wirtschaft und einen umfangreichen Sportteil. Der zweite Teil beschäftigte sich mit regionalen Themen, der Kultur sowie mit Meinungstexten. Hierfür gab es zuletzt in jedem Bundesland bis auf Vorarlberg eine eigene Ausgabe mit jeweils bis zu 16 Seiten. Dazu kam noch der dritte Teil namens Life and Style, der sich mit „Frauenthemen“ sowie Leuten und Kultur beschäftigt und auf Hochglanzpapier gedruckt war. Fellners Frau Ursula führte diesen Teil der Zeitung.
Seit dem 29. Juni 2009 erscheint die Tageszeitung Österreich in neuem Design. Eine wesentliche Neuerung war der tägliche Wirtschaftsteil Money.at, der unter der redaktionellen Leitung von Fellners Sohn Nikolaus steht. Das Hochglanzmagazin Life and Style erschien immer noch als Beilage. Der Regionalteil wurde jedoch in die Mantelzeitung integriert und mit Kulturberichterstattung erweitert.
Seit den olympischen Spielen von Vancouver im Februar 2010 wurden alle Zeitungsteile in den Hauptteil integriert. Der aktuelle Aufbau sieht folgendermaßen aus:
Die Zeitung hat meist einen Seitenumfang von 44 bis 56 Seiten. Auf den ersten sechs bis zehn Seiten werden die Tagesthemen aufbereitet. Hier findet man auch den Leitartikel Das sagt Österreich von Wolfgang Fellner oder einem Ressortleiter. Darauf folgen Doppelseiten, die sich jeweils mit den Themen Innenpolitik, Österreich-Chronik und Welt-Nachrichten beschäftigen. Am Beginn eines Ressorts befinden sich Kurzmeldungen und Meinungstexte. Isabelle Daniel, die früher beim Magazin News arbeitete, gestaltet eine tägliche Politik Insider-Box. Auf weiteren drei bis sechs Seiten werden lokale Themen der jeweiligen Regional-Ausgabe behandelt. Hier finden sich auch der Wetterbericht und das Horoskop. Darauf folgt der Wirtschaftsteil Money.at mit den Börsennachrichten. Im Mittelaufschlag der Zeitung ist das Fernsehprogramm untergebracht. Die zweite Hälfte der Zeitung beschäftigt sich mit Mode, Society, Kultur und Sonderthemen wie Gesundheit, Autos oder Literatur. Am Ende der Zeitung ist schließlich der Sport untergebracht.
Darüber hinaus existieren wöchentliche Beilagen. TV-Austria ist eine Fernsehzeitschrift, die jeden Freitag beigelegt ist. Am Samstag befindet sich das 100-seitige Frauenmagazin MADONNA in der Zeitung. Als Umschlag zur Sonntagszeitung gibt es eine 32-seitige Beilage mit den Themen der Woche. Schließlich erscheinen in unregelmäßigen Abständen Beilagen zu den Themen Umwelt, Immobilien und Multimedia.
Seit dem 28. April 2014 erscheint montags eine 32-seitige Beilage mit dem Namen „Sport am Montag“, die den üblichen Sportteil der Zeitung am Montag ersetzt.
Ab dem 28. November 2014 erscheint freitags und samstags eine 16- bis 32-seitige Beilage mit dem Namen „Sport Weekend“. Diese Beilage gibt Ausblicke auf die Sportveranstaltungen am Wochenende und ersetzt den üblichen Sportteil der Zeitung.
Auffällig ist, dass vor allem die ersten Seiten der Zeitung mit den Tagesthemen immer bildlastiger gestaltet werden. Viele Elemente der Zeitung, die anfangs angepriesen wurden, sind entfernt worden. So gibt es die Spalte Der Tag in 2 Minuten auf Seite 2 seit längerer Zeit nicht mehr. Auf der Rückseite, auf der sich anfangs die Sporttitelseite befand, ist nun nur noch Werbung zu sehen. Weiters wurde das Kinoprogramm und das tägliche Radioprogramm von Ö3 mit allen Songtiteln gestrichen.
Gedruckt wird Österreich im Tabloid-Hochformat von der Goldmann Druck AG in Tulln sowie in der Druckerei der Verlagsgruppe Passau. Die in Passau gedruckten Exemplare sind um bis zu zwei Zentimeter größer (Höhe und Breite) als jene von der Goldmann AG gedruckten, bei welchen auch die Schrift kleiner ist.

### Redaktion

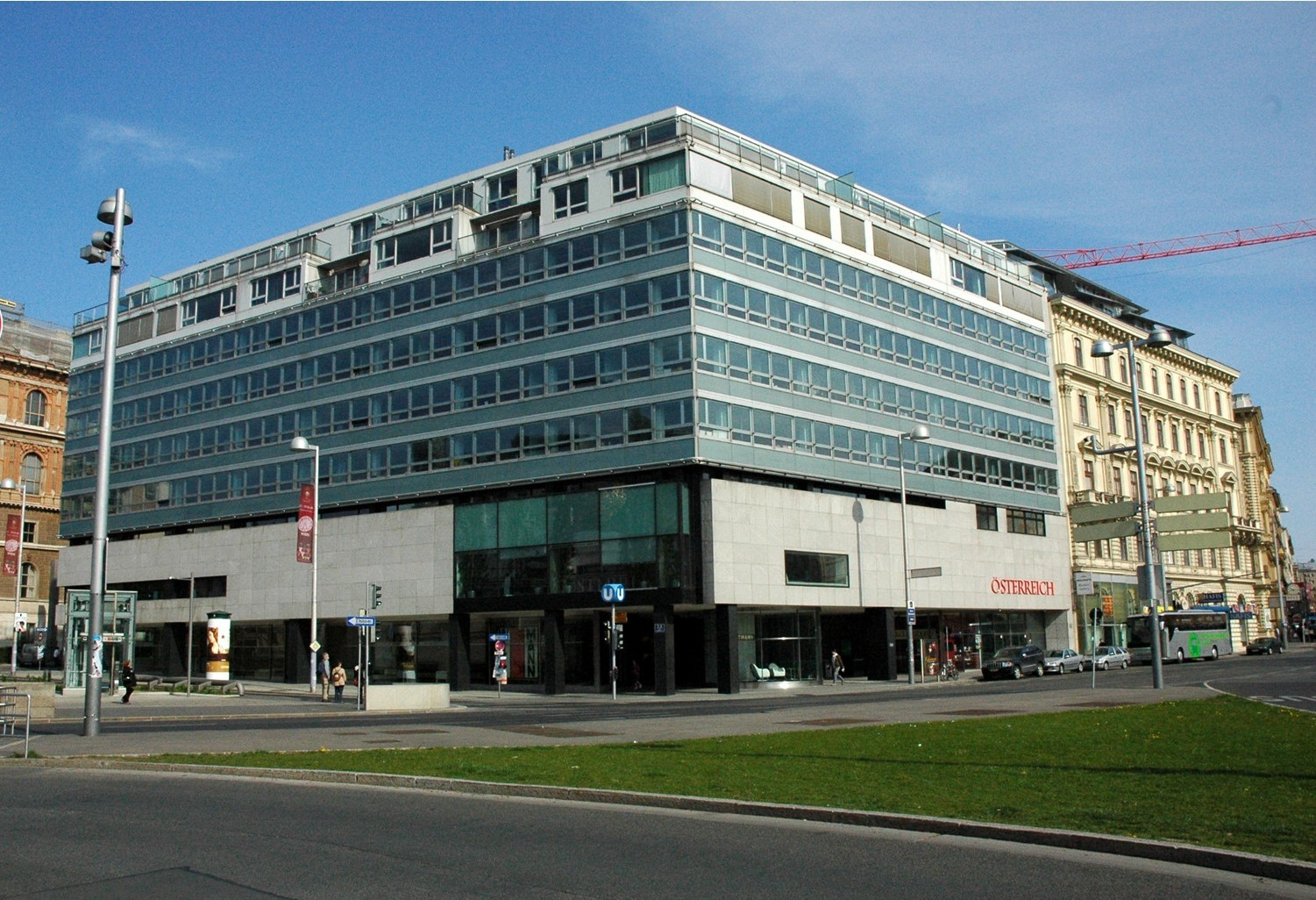
Redaktionsräume der Tageszeitung Österreich, Akademiehof am Karlsplatz (2008).

Herausgeber sind Wolfgang Fellner und Werner Schima. Der langjährige Fellner-Vertraute Gert Edlinger startete das Projekt für Fellner. Er wurde für die Tageszeitung von der Styria Medien AG zurückgeworben. 2007 bis 2012 war Christian Nusser Chefredakteur, danach wechselte er zum Konkurrenzblatt Heute. Nach schweren Differenzen trennten sich Edlinger und Fellner im Winter 2008. 2011 wechselte Norman Schenz von „Österreich“ zur „Kronen Zeitung“.
Die Redaktionsräume der nationalen und der Wiener Ausgabe befinden sich im „Akademiehof“ in Wien, nahe der Secession beim Karlsplatz.
Chefredakteur der Zeitung ist Co-Herausgeber Werner Schima. Der Chefredakteur und Geschäftsführer von OE24.at ist Niki Fellner, der Sohn von Ursula und Wolfgang Fellner.

### Namensstreit um Österreich
Im Oktober 2006 stellte Hans Böck, der frühere Geschäftsführer des Fernsehmagazins Tele, beim Österreichischen Patentamt einen Antrag auf Löschung der Marke „Österreich“ für die Tageszeitung, da nach seiner Ansicht der Name Österreich ein Hoheitsmerkmal des Staates darstelle. Dieser dürfe damit als allgemeiner Begriff keiner privaten Markenbildung zur Verfügung stehen. Die Klage wurde mit der Begründung abgewiesen, dass der Name der Zeitung lediglich als Wort-Bild-Marke beantragt und geschützt worden sei.

### Hausdurchsuchungen 2021
Am 6. Oktober 2021 wurde bekannt, dass gegen die Mediengruppe Österreich sowie gegen Wolfgang Fellner, Helmuth Fellner, die ehemalige Familienministerin und Meinungsforscherin Sophie Karmasin, die Meinungsforscherin Sabine Beinschab und Personen in der ÖVP-Zentrale und im Bundeskanzleramt wegen des Verdachts „von Geldflüssen gegen geschönte Umfragen“ im Zuge der ÖVP-Korruptionsaffäre ermittelt wird. In diesem Zusammenhang fanden an diesem Tag Hausdurchsuchungen statt. Manipulierte Umfragen sollen in der Zeit vor der Übernahme der Kanzlerschaft durch die ÖVP im Jahre 2017 und in Zusammenhang mit Inseraten der Bundesregierung in der Tageszeitung Österreich veröffentlicht worden sein. Die Mediengruppe Österreich sprach in diesem Zusammenhang von groben Missverständnissen.
Die Verlagsgruppe Österreich kündigte an, in diesem Zusammenhang gegen die Republik Österreich eine „Millionenklage“ als Schadenersatzklage und eine Amtshaftungsklage einzubringen. Sowohl die Hausdurchsuchungen als auch die angeblichen Handyüberwachungen im Auftrag der Wirtschafts- und Korruptionsstaatsanwaltschaft (WKStA) seien rechtswidrig gewesen. Am 10. Oktober 2021 widersprach die WKStA in einer „Klarstellung“ dieser Behauptung der Verlagsgruppe Österreich. Dies hätte auch der Rechtsvertreter des Medienunternehmens im Rahmen der Akteneinsicht feststellen können.
Eine 2024 erschienene Studie kam zum Schluss, dass nach mutmaßlichen Absprachen zwischen Sebastian Kurz (ÖVP) und Oe24, Kurz zwischen 50 und 100 Prozent häufiger erwähnt wurde. Konkurrenten wurden tendenziell negativer dargestellt. Für diese Studie wurden 222.000 Nachrichtenartikel aus 18 österreichischen Medien untersucht.

## Budget
Finanziert wird die Zeitung über Kredite in der Höhe von 50 Millionen Euro von einem Konsortium aus acht österreichischen Banken. Größter Kreditgeber ist dabei die Bank Austria. Gelder kommen darüber hinaus unter anderem von der Raiffeisen Zentralbank, der 3-Banken-Gruppe (Oberbank, BKS, BTV), der Investkredit und der Raiffeisenlandesbank Niederösterreich-Wien. Die kolportierte Laufzeit der Kredite beträgt 13 Jahre.
Laut Austria Presse Agentur verfügt die Neugründung über ein Finanzierungsvolumen von 70 Millionen Euro. Dieses Volumen soll die Betriebskosten der Zeitung für 13 Jahre decken. Tatsächlich soll das Projekt aber bereits nach 5 bis 7 Jahren die Gewinnschwelle erreicht haben.

## Kritik
Bereits zum Start der Tageszeitung gab es heftige Kritik am Blattinhalt. Vor allem die inhaltliche Qualität wurde in Plakatwerbekampagnen immer wieder besonders hervorgehoben. Als dann ein einfaches Boulevardblatt mit geringem Qualitätsanspruch erschien, fühlten sich Skeptiker bestätigt. „Österreich, das ist eine Art gedruckte ORF-Programmreform 2007“, wurde unter anderem mit Verweis auf die gescheiterte ORF-Programmreform kommentiert.
Die Zeitung gerät immer wieder in Kritik. Für Aufregung sorgte Österreich, als ein Reporter der Tageszeitung während einer Geiselnahme am 27. Februar 2007 in der überfallenen Bankfiliale anrief und stammelnd versuchte, ein Interview mit dem Täter zu führen. Kritiker werfen der Zeitung vor, kein Feingefühl für sensible Berichterstattung zu haben, woraufhin Wolfgang Fellner der Polizei die Schuld für das Interview gab, weil diese die Telefonleitung zur Bankfiliale nicht gekappt habe. Das Vorgehen des Reporters wurde mit dem Verhalten von Journalisten beim Gladbecker Geiseldrama verglichen. 2008 stellte der OGH fest, dass die Bezeichnung „Hyänenjournalismus“ in Zusammenhang mit der Berichterstattung über die Geiselnahme eine zulässige Meinungsäußerung darstellt.
Weiter wurde der letzte Wille des Sängers Georg Danzer († 21. Juni 2007) nicht erfüllt. Dieser hatte gewünscht, dass die Nachricht über seinen Tod erst nach seiner Einäscherung veröffentlicht werde. Die Internetpräsenz von Österreich brachte erste Meldungen, kurz nachdem die Todesmeldung an die Medien gegangen war.
Die Zeitung enthält viele Druck- und Rechtschreibfehler, oft sogar in den Aufmachertiteln wie „Jutiz öffnet Horngacher-Konten“. Kritik wird auch an inhaltlichen Fehlern geübt. In einem Bericht über die Kriminalität in Wien hieß es, die Aufklärungsquote betrage etwa 26 %. Abschließender Kommentar: „Somit bleibt jedes vierte Verbrechen ungesühnt.“, obwohl es eigentlich in Bezug auf die 26 % heißen müsste, dass nur jedes vierte Verbrechen aufgeklärt wird. Falsch wurde auch in einer Kolumne das Jahr 1911 als Gründungsdatum des SK Rapid Wien genannt. Tatsächlich wurde Rapid Wien bereits 1899 gegründet.
Neben faktischen Fehlern stehen auch die journalistischen Qualitäten des Blattes in der Kritik: Durch reißerische Titel, nicht als solche ausgewiesene Fotomontagen und fälschlicherweise als „exklusiv“ gekennzeichnete Geschichten werden Leser geködert. Auch kommt es immer wieder zu Ankündigungen auf der Titelseite, welche sich im Nachhinein als falsch herausstellen. So titelte die Zeitung z. B. während der Koalitionsverhandlungen nach der Nationalratswahl 2006 auf Seite 1 „Am Montag startet SPÖ-Minderheitsregierung“ oder „Grasser wird fix Vizekanzler“. Beides trat nicht ein. Auch bei der Bestellung des neuen Staatsoperndirektors verkündete die Zeitung „Heute wird Neil Shicoff Operndirektor“. Das Amt übernahm dann Dominique Meyer. 2008 verkündete das Blatt noch vor dem Finale von Dancing Stars, dass Elisabeth Engstler die Siegerin sei – anhand einer eigenen Umfrage, wonach die klare Bevölkerungsmehrheit sie bevorzuge. Sieger wurde dann allerdings Dorian Steidl. Das zuständige Kulturressort der Internetplattform oe24.at schaffte aber aufgrund ihrer Aktualität gerade noch rechtzeitig den Spagat und berichtete den Tatsachen entsprechend. Ende Dezember 2009 berichtete Der Standard, dass die Zeitung über die Weihnachtsfeiertage aus Kostengründen für mehrere Tage im Voraus produziert worden war und somit nicht den Anspruch einer Tageszeitung erfüllen konnte. Am 5. Dezember 2010 wurde als Aufmacher „So rockte Robbie Gottschalk“ verwendet, im Innenteil gefolgt von dem Titel „Gottschalk: Robbie holte Show aus Koma“ – tatsächlich war Wetten, dass..? am Vorabend nach dem Unfall eines Wettkandidaten (der danach ins künstliche Koma versetzt werden musste) abgebrochen worden. Zum Auftritt von Robbie Williams mit Take That kam es gar nicht mehr, die Zeitung war zu diesem Zeitpunkt jedoch schon gedruckt. 2011 kündigte das Blatt ein Interview mit Hugo Portisch zu dessen neuem Buch Was jetzt an, obwohl Portisch eigenen Angaben zufolge der anrufenden Österreich-Redakteurin am Telefon erklärt habe, dass er kein Interview gebe: „Ich war zu höflich, ich hätte gleich das Telefon auflegen sollen. So haben wir kurz geplaudert, aber ich habe ihr sehr deutlich gesagt: Es gibt kein Interview.“
Im Oktober 2011 titelte Österreich, dass Franco Foda der neue Teamchef der Österreichischen Fußballnationalmannschaft werden würde, jedoch wurde der Schweizer Marcel Koller ein paar Wochen später als Teamchef präsentiert. Aufgrund dieses und anderer Fehler sowie aus Sicht der Fußballspieler „reißerischen Texte, die nicht selten in Beleidigungen gipfeln“ schrieb die Österreichische Fußballnationalmannschaft einen offenen Brief, in dem sie sich gegen die „Fülle an schlecht bis gar nicht recherchierten Artikeln in der Tageszeitung“ wandte. Das Oberlandesgericht Wien bezeichnete es in dieser Angelegenheit als „Tatsache“, dass die Zeitung Interviews erfinde.
Ein weiterer Kritikpunkt ist die von Fellner angegebene Auflage. Österreich bezeichnet sich selbst als die „auflagenstärkste Zeitung hinter der Kronen Zeitung“, dabei wird allerdings nicht erwähnt, dass etwa 110.000 Exemplare täglich verschenkt, von vielen Leuten aber nicht angenommen werden. Ohne diese im Inhalt reduzierten Exemplare liegt Österreich auf Platz 4 der ÖAK-Wertung hinter der Kronen Zeitung, Kleine Zeitung und dem Kurier. Gemessen an der Zahl verkaufter Exemplare weist die ÖAK Österreich im 4. Quartal 2006 (3-5 Erscheinungsmontag der neuen Tageszeitung) als viertgrößte Zeitung des Landes aus, einzig und alleine gemessen an der Verbreitung (verkaufte und verschenkte Exemplare zusammen) weist die ÖAK Österreich als zweitgrößte Zeitung des Landes aus.
In einem bizarren Bericht über den Villacher Faschingsumzug 2009 bezeichnete die Zeitung den Kärntner Landeshauptmann-Stellvertreter Uwe Scheuch in einer Bildunterschrift als „Negermami“. Scheuch, der auf dem betreffenden Bild nicht abgebildet war, klagte erfolgreich auf Unterlassung, scheiterte jedoch mit dem Begehren auf Schadenersatz, da er nicht selbst abgebildet war.
2012 berichtete das Periodikum mit einem Live-Ticker über das Begräbnis eines gewaltsam zu Tode gekommenen Knaben. Der Ticker sorgte mit Inhalten wie „Es hat 20 Grad, die Sonne scheint – den Trauergästen ist jedoch nicht besonders fröhlich zumute.“ für Entsetzen bei Beobachtern. Hanno Settele bezeichnete den Bericht als „widerwärtige Aktion“ und forderte: „Wolfgang Fellner muss geächtet werden. Von allen, die in unserer Branche Geld verdienen.“ Microsoft und Bet-at-home stornierten aufgrund der Pietätlosigkeit der Zeitung Inserate auf deren Homepage. Der Presserat verurteilte die Berichterstattung als Eingriff in die Intimsphäre des Kindes sowie seiner Familienangehörigen. Im November desselben Jahres verbreitete die Zeitung auf ihrer Website das falsche Gerücht, dass die Hauptverdächtige eines medial intensiv rezipierten Mordfalles an einem pornographischen Film als Darstellerin mitgewirkt habe.
Im Dezember 2014 rügte der Presserat die Zeitung für die Art der Berichterstattung über den Tod von Robin Williams.
Für Spott sorgte 2024 die ungeprüfte Übernahme und Veröffentlichung einer Meldung des deutschen Satireportals Der Postillon als „seriöse“ Schlagzeile.
2024 verstieß die Oe24 insgesamt sieben Mal gegen den Ehrenkodex für die österreichische Presse und belegte nach der Kronen Zeitung den zweiten Platz der häufigsten Rügen.
Verurteilung
Im September 2024 wurde Oe24 auf Antrag von Peter Pilz vom Landesgericht für Strafsachen Wien zu einer Zahlung von 3000 Euro und Urteilsveröffentlichung verurteilt.

## Fernsehsender Oe24.TV

Logo des am 26. September 2016 gestarteten Fernsehsenders oe24.tv

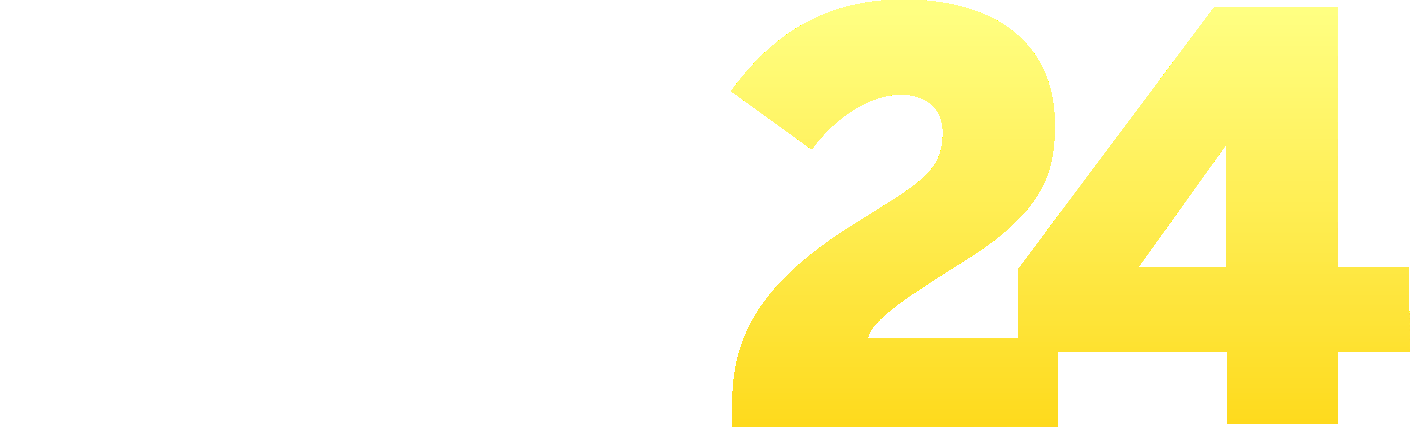
Logo des Online-Portals oe24

Alternatives Logo des Online-Portals oe24

Am 16. August 2016 teilte die Österreich mit, dass sie am 26. September 2016, in Kooperation mit CNN, den 24h-Nachrichtensender oe24.TV starten werde. Das Logo des Fernsehsenders orientiert sich dabei am Logo des Online-Portals der Zeitung. Chefredakteurin von oe24.TV ist Juliane Nitschke – sie folgte auf den Gründungs-Chefredakteur Wolfgang Fürweger. Nach dem Sendestart wurde oe24.TV von der Arbeitsgemeinschaft Teletest verwarnt, da oe24.TV mit falschen Zuschauerzahlen, Reichweiten und Marktanteilen beworben wurde. Anders als ursprünglich angekündigt, sendet oe24.TV nur teilweise live, großteils werden aufgezeichnete Live-Sendungen im Loop ausgestrahlt. Ende November 2016 sprachen „Österreich“-Herausgeber Wolfgang Fellner und oe24.TV-Geschäftsführer Niki Fellner in einem Interview von einem „sensationellen Erfolg“ des Senders. Am 27. Jänner 2017 wurde der Chef vom Dienst, János Aladár Fehérváry, vom oe24.TV-Geschäftsführer Fellner unmittelbar nach Fehérvárys Ankündigung einer Betriebsratsgründung gekündigt und vom Dienst freigestellt, Fellner junior begründete die Kündigung und Dienstfreistellung mit „betriebswirtschaftlichen Gründen“.

### Berichterstattung zum Terroranschlag in Wien
Heftige Kritik erntete oe24 aufgrund der Berichterstattung zum Terroranschlag in Wien 2020. oe24.tv sendete Videos der Tat, auf denen zu sehen war, wie auf Menschen geschossen wurde und zeigte verwundete und getötete Personen. Dazu gingen noch in der Nacht hunderte Beschwerden beim Presserat ein. Die Supermarktketten Billa und Spar kündigten daraufhin einen Werbeboykott an. Der österreichische Presserat rügte oe24 und die Kronen Zeitung in mehreren Punkten für ihre Berichterstattung. Insgesamt gingen 1.500 Beschwerden beim Presserat ein, mehr als je zuvor. Am 16. Dezember 2021 verurteilte die Kommunikationsbehörde Austria oe24 und ServusTV. Die Behörde habe „Verstöße gegen die Bestimmungen zur Achtung der Menschenwürde und zur Wahrung der Sorgfaltspflichten nach dem Audiovisuellen Mediendienste-Gesetz festgestellt“. In beiden Sendern wurden „unter anderem tödliche Schüsse auf einen Passanten, Bilder eines angeschossenen Polizisten, schwer und schwerst verletzte Personen, von denen eine später verstarb, und schließlich die Leiche des Attentäters in einer die Menschenwürde dieser Personen nicht achtenden Form gezeigt“. oe24 musste die Entscheidung der Kommunikationsbehörde Austria dreimal im Hauptabendprogramm verlesen.

### Fußball
Der Sender erwarb die Zweitrechte für die FIFA Fußball-Weltmeisterschaft 2018 in Russland. Das Rechtepaket beinhaltete alle Spiele zeitversetzt sowie acht Livepartien der entscheidenden Gruppenspiele. Hauptkommentator war Edi Finger junior.
Mit einer Sublizenz von UEFA und ORF übertrug oe24.tv neun Livespiele der Fußball-Europameisterschaft 2021.